# ルジアーナ・コンコ
ルジアーナ・コンコ（伊: Lusiana Conco）は、イタリア共和国ヴェネト州ヴィチェンツァ県にある、人口約4,500人の基礎自治体（コムーネ）。
2019年2月20日にルジアーナとコンコが合併して発足した。

## 地理

### 位置・広がり
ヴィチェンツァ県北部、アジアーゴ高原（セッテ・コムーニ）に位置するコムーネである。

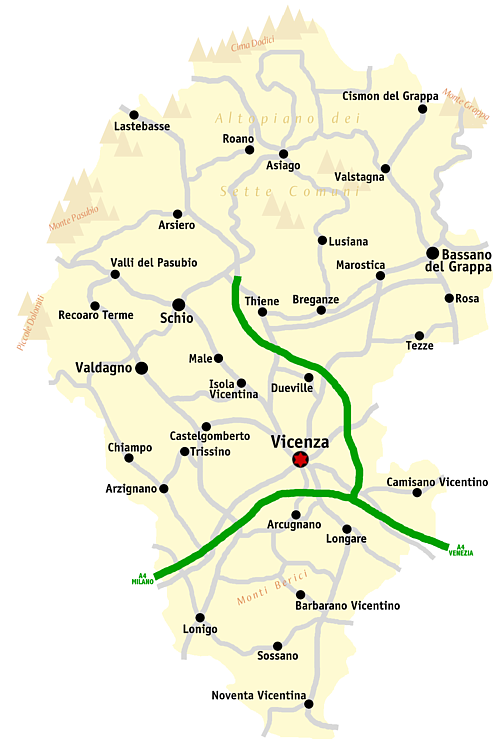
ヴィチェンツァ県概略図

#### 隣接コムーネ
隣接するコムーネは以下の通り。
- アジアーゴ
- バッサーノ・デル・グラッパ
- ルーゴ・ディ・ヴィチェンツァ
- マロースティカ
- サルチェード (Salcedo)
- ヴァルブレンタ

### 地震分類
イタリアの地震リスク階級 (it) では、zona 2 (sismicità media) に分類される。

## 行政

### 分離集落
ルジアーナ・コンコには、以下の分離集落（フラツィオーネ）がある。
- Fontanelle, Laverda, Rubbio, Santa Caterina, Valle